# Emmanuel Tugny
Pour les articles homonymes, voir Tugny.
 (janvier 2021).
Si vous disposez d'ouvrages ou d'articles de référence ou si vous connaissez des sites web de qualité traitant du thème abordé ici, merci de compléter l'article en donnant les références utiles à sa vérifiabilité et en les liant à la section « Notes et références ».
Emmanuel Tugny, né le 23 septembre 1968 à Rennes, est un écrivain et musicien français.

## Biographie

### Littérature
Emmanuel Tugny (de son vrai nom Ronan Prigent), a publié des romans, des poèmes et des essais philosophiques,,(Sidération!, Pour un Dressing, Variétés sur l'œuvre de vivre I ), certains écrits en collaboration, dont La Reine Eupraxie avec Henri-Pierre Jeudy. Emmanuel Tugny a été traduit en portugais du Brésil (Morrer como Corbière– traduction de Corbière le crevant – 2009, Editora Sulina, Agata noturna– traduction de Mademoiselle de Biche – 2010, Editora Sulina, Sideração! -traduction de Sidération!- Editora Sulina, 2012, Magoa -traduction de Du Chagrin- Editora Sulina, 2023, etc.). Il a traduit des œuvres classiques et contemporaines du latin, du portugais et de l'italien.
Emmanuel Tugny est également auteur-compositeur-interprète,. En 2006, il fonde le groupe Molypop, dont le premier album, Sous la Barque (quand on creuse), est édité en octobre 2008 par LaureLipop/Socadisc. Son premier album solo, Só, sort en septembre 2009. Il collabore avec d'autres artistes, tels le musicien gallois John Greaves, le chanteur et écrivain Yves Simon, et les chanteuses françaises Dani et Sapho.
Inspirées par la musique pop anglo-saxonne ou plus expérimentales ("post-rock"), les compositions d'Emmanuel Tugny, poly-instrumentiste, sont mises au service de textes volontiers littéraires.

### Autres activités
Agrégé de lettres hors-classe et Docteur ès lettres, il a exercé les métiers de professeur de littérature ou de philosophie, de diplomate (São Paulo, Venise, Porto Alegre, Iekaterinbourg, Le Caire), d'inspecteur des enseignements artistiques,, de directeur d'école d'art,. Catholique[réf. nécessaire] politiquement engagé à gauche,,, Chevalier dans l'Ordre des Palmes académiques (décret du 15 février 2006), il est fait chevalier dans l'ordre des Arts et des Lettres par décret de juillet 2009.
Emmanuel Tugny reçoit en 2011 le prix Guilhermino César (pt) honorant un étranger ayant œuvré au rayonnement de la ville de Porto Alegre.
Il est professeur invité de l'Université polytechnique de Dalian en Chine.
Emmanuel Tugny est chroniqueur pour le quotidien brésilien Correio do Povo (pt). Il tient un blog sur Mediapart et intervient à l'occasion sur France Culture,,. Il fut membre de la rédaction de   LeJournal.info.
Il est membre sociétaire de la Société des gens de lettres.

## Œuvres
- Les Impatiences, poème, Carte Blanche, 1993
- Rheu, roman, La Part Commune, 1998
- Les Trente, roman, La Part Commune 1999
- Mademoiselle de Biche, roman, La Part commune 2000
- La Vie scolaire, roman, La Part Commune, 2001
- Des Lunes, poème, Carte blanche, 2001
- Byzance, roman, jcb, 2004
- Choro, poème, le Mot et le reste, 2004
- Corbière le crevant, roman, Léo Scheer, collection « Laureli », 2007
- Mademoiselle de Biche, roman, éditions Léo Scheer, 2008
- Morrer como Corbière, roman, editora Sulina, 2009
- Le Silure, roman, éditions Léo Scheer, collection « Laureli », 2010
- Sidération!, essai, éditions Léo Scheer, collection « Variations », 2010
- Agata noturna, roman, editora Sulina, 2010
- Après la terre, roman, éditions Léo Scheer, 2011
- Pour un Dressing, essai, éditions Châtelet-Voltaire, 2011
- Vie et mort de l'enfant du Monde, roman, éditions Carte blanche, 2012
- Sideração!, essai, editora Sulina, 2012
- Le Souverain Bien, roman, éditions Publie.net papier, collection "Publie Noir", 2013
- Lawna et l'académie, roman, collection "Le livre pauvre", Daniel Leuwers, avec Bernadette Février, 2013
- Verlaine Gisant, libretto, éditions Carte Blanche, 2013
- Le Rêve d'Anankè, roman, éditions Publie.net papier, 2015
- La Saison, roman, éditions Chátelet-Voltaire, 2015
- Verlaine gisant précédé de Les Derniers jours de Paul Verlaine de Gustave Le Rouge, libretto, Publie.net papier, 2015
- Bossa, poème, éditions Publie.net papier, 2015
- La Vie scolaire, roman, Gwen Català éditeur, 2016
- Le Souverain Bien, roman, méta-polar, Gwen Català éditeur, 2016
- Nemeton, libretto, Gwen Català éditeur, 2016
- Premiers Fragments d'Echo, poème, Gwen Català éditeur, 2016
- Stances du Kebar, poésie, Gwen Català éditeur, 2016
- Verlaine gisant précédé de Les Derniers jours de Paul Verlaine de Gustave Le Rouge, libretto, Gwen Català éditeur, 2016
- Bossa, poème, Gwen Català éditeur, 2017 avec Bernadette Février
- Éléments pour une critique de la raison collectionneuse, essai, Gwen Català éditeur, 2017
- Un Regard de l'autre, chroniques politiques, Gwen Català éditeur-Mediapart, 2017[30][source insuffisante]
- Le Rêve d'Anankè, roman, Gwen Català éditeur, 2017
- 1100 Romans précipités, collection romanesque, Gwen Català éditeur, 2017
- Corbière le crevant, roman, Gwen Català éditeur, 2017
- Juan de Séville et son hôte de pierre, théâtre, d'après Tirso de Molina Gwen Català éditeur, 2017
- Dom Juan en belle humeur, théâtre, d'après Lorenzo da Ponte Gwen Català éditeur, 2017
- Juan Tenorio le dépravé, théâtre, d'après Carlo Goldoni Gwen Català éditeur, 2017
- Mademoiselle de Biche, roman, Gwen Català éditeur, 2017
- Et exultavit (éloge de Julien Clerc), essai, Gwen Català éditeur, 2017
- Obit, Gwen Català éditeur, 2018, préface de Michel Maffesoli
- L'Imitation de Jésus-Christ I : La Vie intérieure, Gwen Català éditeur, 2018
- L'Imitation de Jésus-Christ II : L'Ordre des choses, Gwen Català éditeur, 2018
- L'Imitation de Jésus-Christ III : Le Monde. A : le feu, Gwen Català éditeur, 2018
- L'Imitation de Jésus-Christ III : Le Monde. B : la terre, Gwen Català éditeur, 2019
- L'Imitation de Jésus-Christ III : Le Monde. C : l'eau, Gwen Català éditeur, 2019
- L'Imitation de Jésus-Christ III : Le Monde. D : l'air, Gwen Català éditeur, 2019
- Le Silure, roman, Gwen Català éditeur, 2019, préface de Nathalie Brillant[31][source insuffisante]
- L'Imitation de Jésus-Christ IV : L'Amen, Gwen Català éditeur, 2019
- L'Imitation de Jésus-Christ, édition intégrale, postface et notes de Nathalie Brillant, Gwen Català éditeur, 2019
- Après la Terre, roman, suivi de Vie et mort de l'enfant du monde et de Lawna et l'Académie, Gwen Català éditeur, 2019
- L'Achilléide, traduction et adaptation, d'après Stace, Gwen Català éditeur, 2020
- Du Chagrin, roman, préface de Solenn Hallou, Eeeoys éditions, 2020
- Le Nouvel Hermaphrodite, d'après Antonio Beccadelli, préface de Solenn Hallou, Eeeoys éditions, 2020
- Figures de l'Amen, Oblation, Eeeoys éditions, 2021
- La Saison, Eeeoys éditions, 2021
- Des Machines: Quelques écrits sur l'Art, Eeeoys éditions, 2021
- Et exultavit (éloge de Julien Clerc), essai, Eeeoys éditions, 2021
- Albe au noir, Eeeoys éditions, 2021
- Un Terme, AnankEd., 2022
- Du Chagrin, roman, préface de Pascale Privey, postface de Solenn Hallou, Ardavena éditions[32], 2023

- Variétés sur l'œuvre de vivre I, essai, avec Bertrand Gadenne, Ardavena éditions, 2023
- Vie de saint Malo, avec Guillaume Gesret, Ardavena éditions, 2023
- Magoa, Editora Sulina, 2023
- Du Nombre (Pour un Epiméthée), Ardavena éditions, 2024[33]
- Albe au noir, Ardavena éditions, 2024, illustrations de Jacques Cauda
- Le Nouvel Hermaphrodite, d'après Antonio Beccadelli, Ardavena éditions, 2024, illustrations de Pascale Privey
- L'Objection, le Repentir, Ardavena éditions, 2025, préface de Fernando Funari
- Corbière le crevant, Ardavena éditions, 2025, préface d'Ahmed Kaboub[34]

### Édition numérique
- Premiers Fragments d’Écho, poème, éditions Publie.net, 2007
- Nemeton, libretto, éditions Publie.net, 2009
- Bossa, poème, éditions Publie.net, 2011
- Le Souverain Bien, roman, éditions Publie.net, 2012
- Vie et mort de l'enfant du Monde, roman, éditions Publie.net, 2013
- Éléments pour une critique de la raison collectionneuse, essai, éditions ESA-Publie.net, 2014
- Le Rêve d'Anankè, roman, éditions Publie.net, 2015
- Sidération!, essai, Léo Scheer, 2015
- Verlaine gisant, précédé de Les Derniers Jours de Paul Verlaine de Gustave Le Rouge, libretto, Publie.net, 2015
- Bossa, poème, éditions Publie.net papier, 2015
- La Vie scolaire, roman, Gwen Català éditeur, 2016
- Le Souverain Bien, roman, Gwen Català éditeur, 2016
- Nemeton, libretto, Gwen Català éditeur, 2016
- Premiers Fragments d'Echo, poème, Gwen Català éditeur, 2016
- Stances du Kebar, poésie, Gwen Català éditeur, 2016
- Verlaine gisant précédé de Les Derniers jours de Paul Verlaine de Gustave Le Rouge, libretto, Gwen Català éditeur, 2016

### Traduction
- José Agrippino de Paula, Panamérica, éditions Léo Scheer, collection « Laureli », 2008
- Walter Campos de Carvalho, La Vache au nez subtil, éditions Léo Scheer, collection « Laureli », 2011
- Luigi Pirandello, Six personnages cherchent auteur, éditions Publie.net, 2013 (édition numérique)
- Giacomo Leopardi, Histoire du genre humain (suivi d'autres œuvrettes morales), éditions Publie.net, 2014 (édition numérique)
- Luigi Pirandello, Six personnages cherchent auteur, Gwen Català éditeur, 2016 (éditions papier et numérique)
- Giacomo Leopardi, Histoire du genre humain (suivi d'autres œuvrettes morales), Gwen Català éditeur, 2016 (éditions papier et numérique)
- Jean de Patmos, L'Apocalypse, traduction-adaptation, Gwen Català éditeur, 2017 (éditions papier et numérique)
- Juan de Séville et son hôte de pierre, théâtre, traduction et adaptation, d'après Tirso de Molina Gwen Català éditeur, 2017
- Dom Juan en belle humeur, théâtre, traduction et adaptation, d'après Lorenzo da Ponte Gwen Català éditeur, 2017
- Juan Tenorio le dépravé, théâtre, traduction et adaptation, d'après Carlo Goldoni Gwen Català éditeur, 2017
- Joaquim Maria Machado de Assis, Une Nuit, Gwen Català éditeur, 2018 (éditions papier et numérique)
- Castro Alves, Les Esclaves, Gwen Català éditeur, 2018 (éditions papier et numérique)
- Alessandro Manzoni, De l'Invention, Gwen Català éditeur, 2019 (éditions papier et numérique)
- Stace, L'Achilléide, traduction et adaptation, Gwen Català éditeur, 2020
- Carlo Goldoni, Le Théâtre comique suivi de L'Aubergiste, postface de Solenn Hallou, Eeeoys éditions, 2020
- Gilberto Schwartsmann, La Maîtresse de Proust, Ardavena éditions, 2022
- Gilberto Schwartsmann, Le Parent d'Humanité, Ardavena éditions, 2023
- Gilberto Schwartsmann, Le Dibbouk, Ardavena éditions, 2023
- Gilberto Schwartsmann, Il a suffi d'une Tempête, Ardavena éditions, 2023
- Pétrarque, L'Ascension du Mont Ventoux, Ardavena éditions, 2023
- Dante Alighieri, Le Paradis, Ardavena éditions, 2023
- Dante Alighieri, Le Purgatoire (extraits), avec Jacques Cauda, Ardavena éditions, 2024
- Dante Alighieri, Le Paradis (extraits), avec Iris Terdjiman, Ardavena éditions, 2024
- Dante Alighieri, L'Enfer (extraits), avec Pascal Pistacio, Ardavena éditions, 2024
- Dante Alighieri, Une Vie nouvelle, Ardavena éditions, 2024[35]
- La Châtelaine de Vergy (La Châtelaine de Vergi), Ardavena éditions, 2024

### En collaboration
- La Reine Eupraxie, avec Henri-Pierre Jeudy, La Lettre volée, 2006
- Never mind the novels here's the short stories , avec Christophe Atabekian, Publie.net, 2014 (édition numérique)
- Tarot du Kebar, avec Anna Katharina Scheidegger et Emmanuelle Iger, Gwen Català éditeur, 2016
- Jacques de Bellange, avec Henri-Pierre Rodriguez et Henri-Pierre Jeudy, Châtelet-Voltaire, 2017
- Langle, in Les Mandariens, Territoires 2, Châtelet-Voltaire, 2018[36]
- Le Vicaire, in Les Mandariens, Territoires 3, Châtelet-Voltaire, 2018

### Sur son œuvre
- D'après les Livres, entretiens avec Zoé Balthus, Gwen Català éditeur, 2016

### Ouvrages collectifs
- La Tentation du silence, Europia, 2007
- Écrivains en séries saison 1, Léo Scheer, collection "Laureli", 2009
- Écrivains en séries saison 2, Léo Scheer, collection "Laureli", 2009
- Novos Rostos da ficção francesa/Nouveaux visages de la fiction de France, Sulina, 2009[37][source insuffisante]
- Écrits sur l'Ukraine (direction d'ouvrage), volumes 1 et 2, Ardavena éditions, 2022
- Voyageuses (direction d'ouvrage), volumes 1 et 2, Ardavena éditions, 2023
- Œuvres choisies de Renée Vivien (codirection d'ouvrage), Ardavena éditions, 2022
- Balzac vu par... (Œuvres choisies), Ardavena éditions, 2023
- Paris vu par..., volumes 1, 2 et 3, (Œuvres choisies), Ardavena éditions, 2023
- Vues sur Blaise Pascal, (Œuvres choisies), Ardavena éditions, 2023
- Le Tour de l'Atlantide, (Œuvres choisies), Ardavena éditions, 2023
- Déserts de mots, anthologie en deux volumes, Ardavena éditions, 2023

### Travaux universitaires
- Esthétique romanesque de Gustave le Rouge, thèse de doctorat, Sorbonne Nouvelle, 1996, Presses universitaires du Septentrion[38]
- Balzac, a obra mundo/Balzac, l'œuvre-monde, Estação Liberdade, 1999[39]

## Discographie

### Albums avec Molypop
- Sous la Barque (quand on creuse) (2008, LaureLipop/Socadisc)
- La Bande perdue, chansons 2008-2009  (2012, Vila Mariana/Multicom City)

### Albums solo
- Só (2009, LaureLipop/Socadisc)
- EmilyandIwe by Emmanuel Tugny and The Lady Guaiba's Swing Band (2010, Vila Mariana/Multicom City) avec Yves Simon[40]
- Une Fille Pop by Emmanuel Tugny and The Lady Guaiba's Swing Band (2011, Vila Mariana/Multicom City) avec Sapho, John Greaves et Janice deRosa
- Les Variétés by Emmanuel Tugny and The Lady Guaiba's Swing Band (2014, Vila Mariana/Rue Stendhal)
- Voulez-vous by Emmanuel Tugny and The Lady Guaiba's Swing Band (2016, Vila Mariana/Rue Stendhal) avec Mireille Perrier et Andréa Ferréol
- Tugny et Cie, rétrospective 2005-2015 (2016, Vila Mariana/Rue Stendhal)
- EmilyandIwe by Emmanuel Tugny and The Lady Guaiba's Swing Band, édition LP, (2016, Vila Mariana/Rue Stendhal/Gwen Català éditeur) avec Yves Simon
- Armor (2017, Vila Mariana/La Baleine) d'après Tristan Corbière avec Chloé Lavalou[41]
- Plain 30 (2018, Vila Mariana/Bigwax) avec François Jeanneau[42]
- Délie object de plus haute vertu, d'après Maurice Scève avec Christian Prigent (2019, Boom Records/InOuïe Distribution)[43]
- Les Molécules Fidèles, d'après Théophile Gautier avec John Greaves (2020, Boom Records/InOuïe Distribution)[44]
- Valentines, d'après Germain Nouveau (2022, Vila Mariana /InOuïe Distribution)[45]
- Ronan-Emmanuel, (2023, Saar Records /InOuïe Distribution)[46]

### Albums collectifs
- Ralbum rouge (2008, Léo Scheer)
- Nino Ferrer : …et toujours en été (2018, Barclay)

### Librettiste
- Tugny avec L.L. de Mars, Terrier, 2001 - Album sous copyleft
- Laissez-moi rire avec Dani, Capitol, 2005[47]
- Chopin etc. avec Michal, Lovarium, 2015[48]
- Verlaine gisant avec John Greaves, Signatures, 2015
- Tarot du Kebar avec François Jeanneau, Gwen Català éditeur, 2016
- La Nuit ne dure pas avec Dani, Mercury, 2016